# Mercedes McNab
Mercedes Alicia McNab (* 14. března 1980 Vancouver, Britská Kolumbie) je kanadská herečka.
Debutovala v roce 1991 ve filmu Addamsova rodina, přičemž se objevila i o dva roky později v sequelu Addamsova rodina 2. Dále hrála např. ve snímku Savage Land (1994) či v televizním filmu Útěk z Atlantidy (1997). V letech 1997–2001 ztvárnila v seriálu Buffy, přemožitelka upírů postavu Harmony Kendallové. V této roli působila v letech 2001–2004 i v seriálu Angel. Kromě toho hostovala např. v seriálech Walker, Texas Ranger, Dawsonův svět, Bostonská střední, Drzá Jordan, Lovci duchů či Myšlenky zločince. V roce 2010 se představila ve filmu Vražedná sekera II.
Jejím otcem je bývalý anglický fotbalista Bob McNab.